# Bashkiria (1917-1919)
La Bashkiria (baschiro: Баш̡ортостан, romanizzato: Bashqortostan), chiamata anche Bashkortostan, Bashkurdistan, Piccola Bashkiria o Bashkiria autonoma, fu uno stato autonomo di breve durata che esistette dal 1917 al 1919 nel territorio dell'attuale Bashkiria, durante la guerra civile russa. Allineata con lo Stato russo, la Bashkiria fu attaccata e successivamente annessa alla Repubblica Socialista Federativa Sovietica Russa, portando al suo crollo nel 1919 e alla successione da parte della Repubblica Socialista Sovietica Autonoma di Baschiria.

## Storia
Successivamente alla Rivoluzione di febbraio, il sentimento nazionalista e autonomista cominciò a fomentarsi all'interno della Bashkiria, portando alla creazione dell'Ufficio regionale di Bashkiria  nel giugno 1917. L'Ufficio regionale del Bashkir organizzò consigli locali, chiamati shuros , per garantire l'espansione dei diritti dei Bashkiri e , in un eventuale futuro, la creazione di una nazione autonoma. Successivamente, nel luglio e nell'agosto 1917, il primo e il secondo Qoroltays baschirosi tennero rispettivamente a Orenburg e Ufa, dove fu raggiunto un consenso per creare una "repubblica democratica su base nazionale-territoriale come parte della Russia federale".
Eletto dal primo e rieletto dal secondo Qoroltay baschiro, lo Shuro centrale baschiro fu istituito per organizzare una delegazione baschira all'Assemblea costituente panrussa . Tuttavia, in seguito alla Rivoluzione d’Ottobre, il processo di istituzione dell’autonomia fu notevolmente modificato. L'11 novembre 1917 lo Shuro Centrale confermò la necessità di una Bashkiria indipendente.
Considerato ciò, il 15 novembre 1917 lo Shuro centrale dichiarò l'autonomia della baskhiria. La dichiarazione di autonomia è stata firmata dal presidente della Shuro centrale Sharif Manatov, dal vicepresidente Zeki Velidi Togan e dal segretario Shaikhzada Babich, nonché dai capi dei sei dipartimenti della Shuro centrale.  La risoluzione affermava: "Il Consiglio regionale baschiro dichiara dal 15 novembre il territorio baschiro dei governatorati di Orenburg, Ufa, Samara e Perm parte autonoma della Repubblica russa". Il governo locale fu rilevato dal governo della Bashkiria.
Secondo la risoluzione dell'All-Bashkir Qoroltay del 20 dicembre 1917, fu istituito un esercito indipendente, chiamato semplicemente Esercito Bashkiro, sotto la guida di Zeki Velidi Togan.  In Bashkiria è stata istituita anche una magistratura indipendente in conformità con le risoluzioni del Qoroltay, con leggi basate su quelle della Repubblica Russa. Nei casi in evoluzione dovevano essere utilizzate solo i Bashkir, le leggi dello Shuro centrale e di Kese Qoroltay, il legislatore della Bashkiria. È stata presa in considerazione anche la prospettiva di una riforma agraria, con l'All-Bashkir Qoroltay che ha dichiarato che tutti i cittadini della regione avevano il diritto di possedere la terra. Il Dipartimento principale dell'agricoltura e della proprietà è stato creato come fondo statale per gestire gli interessi fondiari.
Nel villaggio di Yelpachikha fu formato un consiglio locale baschiro, solo che i suoi membri furono uccisi dalle forze bolsceviche poco dopo la sua istituzione. Le relazioni continuarono a peggiorare tra i Bashkiri e i bolscevichi, nonostante una dichiarazione di Vladimir Lenin che descriveva il movimento bashkiro come "non controrivoluzionario" e "del tutto naturale e molto necessario".  Dopo la presa di Orenburg da parte dell'Armata Rossa, lo Shuro Centrale scelse inizialmente di collaborare con i bolscevichi, dichiarando la neutralità nella guerra civile russa, e adottò una propria costituzione, il Regolamento della Piccola Bashkiria autonoma  , che dichiarò, tra le altre cose, lo status della lingua baschira come unica lingua ufficiale. Il 26 febbraio 1918 il governo baschiro dichiarò di collaborare con i bolscevichi.
La tensione, tuttavia, è rimasta alta. In seguito all'arresto di diversi membri del governo da parte dei bolscevichi, un gruppo di giovani baschiri di Tulqyn  formò il proprio organo governativo, il Consiglio rivoluzionario provvisorio della Bashkiria, presentò una risoluzione "Sull'autonomia della Bashkiria" e lo ha presentato al Commissariato popolare per le nazionalità per l'approvazione. Inizialmente fu approvato e iniziò la pubblicazione di testi in lingua baschirica. Tuttavia, solo poco dopo la sua istituzione, la PRCB fu abolita dal Comitato Esecutivo dell'Oblast di Orenburg in seguito alla condanna dell'autonomia nazionale, con la PRCB esplicitamente paragonata allo Shuro Centrale.
Nel marzo 1918 la situazione era giunta a un punto di rottura. I reggimenti baschiri indipendenti avevano iniziato a scontrarsi con l'Armata Rossa e Gabdulla Idebayev e Gimran Magazov, due membri del governo, furono giustiziati dai bolscevichi.  Le Guardie Rosse condussero attivamente attacchi contro i Bashkiri e sequestrarono le armi. Il 3-4 aprile 1918, il comandante militare baschiro Amir Qaramyshev, con l'assistenza dei cosacchi di Orenburg, assediò la prigione dove era detenuto il governo baschiro, portandone il rilascio. Quattro giorni dopo, nella città di Ufa controllata dai sovietici , si tenne un incontro segreto dei leader baschiri in cui era determinato a combattere i bolscevichi.
Alla fine di maggio 1918, l'autonomia della Bashkiria fu completamente restaurata con l'assistenza della Legione cecoslovacca .  Il primo giugno 1918 fu pubblicata una lettera, intitolata "Appello del governo baschiro al popolo", in cui si chiedeva la resistenza popolare armata all'Armata Rossa. Sagit Murasov   è stato eletto presidente ad interim dello Shuro centrale. Furono stabiliti collegamenti con il governo dello Stato russo, il governo provvisorio siberiano, il comitato dei membri dell'Assemblea costituente (Komuch) e i cosacchi di Orenburg. Tra i loro sostenitori più importanti c'era Alexander Dutov, atamano dei cosacchi di Orenburg.
Dal 15 al 17 maggio 1918 si tenne nella città di Kostanay un incontro dei rappresentanti della Bashkiria e dell'Autonomia di Alash, dove si discusse della formazione di un movimento comune contro i bolscevichi. In un successivo incontro a Samara, al quale parteciparono anche i governi dell'Asia centrale, si decise di istituire una Federazione delle regioni musulmane del sud-est, come parte di una "Unione della Russia orientale" che comprendesse l'Asia centrale, l'Autonomia di Alash, la Bashkiria, la Siberia, Komuch, e i cosacchi di Orenburg e degli Urali . Si prevedeva inoltre di unire gli eserciti dell'Autonomia di Alash e della Bashkiria in un unico esercito. Tuttavia, questi accordi non furono mai attuati.
Dall'8 al 23 settembre 1918 si tenne a Ufa una riunione di stato nella quale i membri del movimento baschiro si incontrarono con altre forze antibolsceviche facenti parte dello Stato russo. Tuttavia, le successive mosse di Alexander Kolchak, compreso lo scioglimento forzato dell'esercito baschiro e il trasferimento delle sue unità ai cosacchi di Orenburg, obbligarono il governo della Bashkiria a negoziare con le forze bolsceviche. Una risoluzione del 16 febbraio 1919 dello Shuro Centrale affermava la volontà del governo di collaborare con i bolscevichi, dichiarando inoltre guerra allo Stato russo, ai cosacchi di Orenburg e a "tutti gli imperialisti del mondo". Seguirono ulteriori negoziati, che portarono all'accordo tra i governi sovietico e baschiro sull'autonomia il 20 marzo 1919. La Bashkiria divenne la Repubblica socialista sovietica autonoma di Baschiria, con il riconoscimento concesso al governo della Bashkiria del 1917-1919 come paese entità storica.

## Governo

### Legislatura
La legislatura della Bashkiria era il Kese Qoroltay ( letteralmente "Lesser Kurultai"). I requisiti per l'adesione erano che i candidati avessero almeno 22 anni e che la capacità di ricoprire cariche sia per gli uomini che per le donne, nonché per i non baschiri , fosse chiaramente definita. La durata del mandato dei membri del Kese Qoroltay era di tre anni. La prima sessione del Kese Qoroltay è stata scelta dagli All-Bashkir Qoroltay ed era composta da 22 membri (un membro ogni 100.000 persone).

### Esecutivo
Il ramo esecutivo del governo era rappresentato dal governo della Bashkiria e dallo Shuro centrale baschiro.  Sia il governo della Bashkiria che quello di Kese Qoroltay avevano originariamente sede nel caravanserraglio di Orenburg . Con l'intensificarsi dei combattimenti in Bashkiria, tuttavia, le forze baschire furono costrette a ritirarsi a Chelyabinsk , controllata dalla Legione cecoslovacca.

## Divisione amministrativo-territoriale
La divisione amministrativo-territoriale della Baschiria fu determinata durante il II Kurultai (Congresso) costituente pan-baschiro, che si tenne a Orenburg dall'8 al 20 dicembre 1917, considerò i confini del Bashkurdistan autonomo e approvò l'autonomia. il rappresentante kurultai decise di approvare l'autonomia entro i confini della Piccola Bashkiria e sul suo territorio furono creati 9 cantoni invece delle contee: Burzyan-Tangaurovsky, Jitirovsky, Baryn-Tabynsky, Ichkin-Kataysky, Kipchak, Kuvakan, Tamyan-Kataysky, Tok- Churansky, Usergansky, che sono stati divisi in 75 volost.
Durante l'occupazione dei Bianchi, la Piccola Bashkiria era formalmente considerata un'autonomia ed era composta da 13 cantoni. In effetti, il territorio era governato non solo dai baschiri, ma anche dal governo siberiano, dal comandante e atamano Dutov, con l'aiuto del vecchio sistema di amministrazioni provinciali, composto da funzionari russi.